# Henryk Gericke
 (février 2021).
Si vous disposez d'ouvrages ou d'articles de référence ou si vous connaissez des sites web de qualité traitant du thème abordé ici, merci de compléter l'article en donnant les références utiles à sa vérifiabilité et en les liant à la section « Notes et références ».
Pour les articles homonymes, voir Gericke.
Henryk Gericke, né en 1964 à Berlin-Est, est un écrivain et galeriste allemand.

## Biographie
Après un apprentissage en reliure, Gericke a travaillé comme imprimeur chez Progress Film-Verleih de 1983 à 1986 et au Büro für kunstbezogene Architektur de 1986 à 1989. En 1982 et 1983, Gericke a été le chanteur du groupe punk de Berlin-Est The Leistungsleichen. À partir de 1984, il a été auteur et rédacteur en chef d'éditions indépendantes et a publié des articles dans des magazines auto-publiés (Ariadnefabrik, Verwendung, Anschlag, Liane et autres). De 1985 à 1989, il a été rédacteur en chef des éditions indépendantes Caligo, Autodafé et Braegen. En 1990, il a été l'un des cofondateurs et partenaires de la maison d'édition Druckhaus Galrev, qu'il a quittée en 1993. Depuis 1993, Gericke est écrivain indépendant. En 2004 et 2021, Henryk Gericke a reçu la bourse Alfred Döblin de l'Académie des Arts de Berlin. En 2006, il a écrit un essai sur l'avènement du punk en RDA dans les années 1970, intitulé too much future (publié en France par les Éditions Allia dans une traduction de Nelly Fourment). En 2009, il a été le concepteur et coorganisateur de l'exposition poesie des untergrunds. Die Literaten- und Künstlerszene Ostberlins 1979 bis 1989, en 2009 co-commissaire de l'exposition In Grenzen Frei - Mode, Fotografie, Underground in der DDR et coéditeur du catalogue de l'exposition du même nom. En 2010, il a ouvert la Staatsgalerie Prenzlauer Berg à Berlin. En 2014, il a été co-commissaire de l'exposition brennzeiten – Die Keramikwerkstatt Wilfriede Maaß, ein Zentrum des künstlerischen Offgrounds in Ostberlin et a coédité le livre d'accompagnement du même nom. Depuis 2018, il dirige les éditions de vinyles Iron Curtain Radio (Major Label, avec Alexander Pehlemann) et Tapetopia - GDR Underground Tapes (Play Loud Rec.). Gericke travaille comme DJ sous le nom de Nic Sleazy.

### En français
- too much future ((de) ostPUNK too much future. Künstlerhaus Bethanien Berlin & Verbrecher Verlag, Berlin, 2005), Éditions Allia, traduction de Nelly Fourment, 2010

### En allemand
- 1996: autoreverse. Gedichte, edition qwert zui opü, Berlin. Mit Zeichnungen von Ronald Lippok.
- 1997: etwas mit einem auftrag. edition seiten, Berlin.
- 2000: Soundtrack zum Exodus (Text zur DDR-Ausreisewelle 1984). Irland Almanach, Unrast Verlag.
- 2001: was ich hörte, was ich sah, was ich dachte, was dann geschah. edition seiten, Berlin.
- 2003: eine kommentierte auswahl ungeschriebener gesetze. Peter Ludewig Verlag, München.
- 2009: In Grenzen Frei – Mode, Fotografie, Underground in der DDR. Kerber Verlag, Bielefeld. Herausgeber, gemeinsam mit Michael Boehlke, Grit Seymour, Frieda von Wild.
- 2014: brennzeiten – Die Keramikwerkstatt Wilfriede Maaß, ein Zentrum des künstlerischen Offgrounds in Ostberlin. Lukas Verlag, Berlin.
- 2020: too much future - Punkrock GDR 1980-1989. Buch zur gleichnamigen Vinyl-Compilation. Major Label, Leipzig.

## Traductions
- 1995: Gerard Manley Hopkins. pied beauty/ Gescheckte Schönheit. Gedichte. Übertragungen gemeinsam mit Stefan Döring, Gerhard Falkner und Andreas Koziol, edition qwert zui opü, Berlin.
- 1996: Würgemale (Texte der Stranglers). Übertragungen gemeinsam mit Andreas Koziol, Bert Papenfuß; Grafiken von MK Kähne und Ronald Lippok. Galerie Weisser Elefant, Berlin.
- 2007: Edward de Vere. echo verses, Gedichte. Übertragungen gemeinsam mit Andreas Koziol, Peter Ludewig Verlag, München.
- 2015: WIRE. Ink Flag, Buch + Single/7". Künstlerhaus Bethanien Berlin & Staatsgalerie Prenzlauer Berg. Übertragungen von Texten von Wire gemeinsam mit Stefan Döring, Alexander Krohn, Bert Papenfuß, Falko Teichmann. Zeichnungen von MK Kaehne. Musik von Tarwater.

## Revues
- 1985–1987: Caligo (avec le peintre Ronald Lippok).
- 1987: Autodafé(à compte d'auteur)
- 1988: Braegen (à compte d'auteur)
- 1990: LeiLei, illustrations de Ronald Lippok, Ursuspress 16.

## CD / Vinyl
- 1996: autoreverse. LP, Hidden Records, Berlin. Herausgeber, gemeinsam mit Bernd Jestram.
- 2016: Ende vom Lied - Eastgerman Underground Sound 1979-1990, play loud records. Gemeinsam mit dem Künstlerhaus Bethanien Berlin, anläßlich der Ausstellung Gegenstimmen - Kunst in der DDR 1976-1989 im Gropiusbau Berlin. Herausgeber.
- 2019: Ornament & Verbrechen. LP, play loud records. Herausgeber.
- 2020: Die Gehirne Ihre Größten Erfolge 1983-85. LP, play loud records. Herausgeber.
- 2020: Klick & Aus AIDS delikat. LP, play loud records. Herausgeber.
- 2020: too much future - Punkrock GDR 1980-1989. 3 LP und Buch, Major Label. Herausgeber, gemeinsam mit Maik Reichenbach.

## Expositions
- 2003/2004: Entartete Jugend – Jugend- und Subkultur in Zeiten der Diktatur. Veranstaltungsreihe. Produzent.
- 2005: ostPUNK! - too much future. Kurator, gemeinsam mit Michael Boehlke. Mitherausgeber des gleichnamigen Katalogs. Künstlerhaus Bethanien Berlin.
- 2009: In Grenzen Frei – Mode, Fotografie, Underground in der DDR 1979-89. Kurator, gemeinsam mit Michael Boehlke, Grit Seymur, Frieda von Wild. Mitherausgeber des gleichnamigen Ausstellungskatalogs. Staatliche Museen zu Berlin.
- 2009: poesie des untergrunds – Die Literaten- und Künstlerszene Ostberlins 1979-89. Ausstellungsgestaltung und Schattenkuratorium. Museum Pankow.
- 2014: brennzeiten – Die Keramikwerkstatt Wilfriede Maaß, ein Zentrum des künstlerischen Offgrounds in Ostberlin. Kurator, gemeinsam mit Ingeborg Quaas. Mitherausgeber des gleichnamigen Ausstellungskatalogs. Galerie Forum Amalienpark.